# Khủng bố
Theo định nghĩa khái quát nhất, khủng bố là việc sử dụng bạo lực và nỗi sợ hãi để đạt được một mục đích về mặt ý thức hệ. Thuật ngữ này được sử dụng chủ yếu để chỉ bạo lực có chủ ý trong thời bình hoặc trong bối cảnh chiến tranh chống lại những người không tham chiến (chủ yếu là dân thường và quân nhân trung lập). Các thuật ngữ "terrorist" và "terrorism" để chỉ khủng bố có nguồn gốc trong cuộc Cách mạng Pháp vào cuối thế kỷ thứ 18 nhưng đã được sử dụng rộng rãi trên toàn thế giới và thu hút sự chú ý trên toàn cầu vào những năm 1970 trong cuộc xung đột Bắc Ireland, xung đột Basque, và xung đột Israel–Palestine. Việc sử dụng các cuộc tấn công tự sát gia tăng từ những năm 1980 trở đi được điển hình hoá bởi các cuộc tấn công ngày 11 tháng 9 năm 2001 ở Hoa Kỳ.
Trong cộng đồng quốc tế, khủng bố không có một định nghĩa có tính pháp luật hay hình sự rõ ràng nào. Định nghĩa chung của chủ nghĩa khủng bố chỉ đề cập đến những hành vi bạo lực được dự định để tạo ra sự sợ hãi (khủng bố). tạo ra cho một mục tiêu tôn giáo, chính trị hay ý thức hệ; và cố tình nhắm vào các mục tiêu hoặc không quan tâm đến sự an toàn của những người không có khả năng tự vệ (ví dụ, nhân viên dân sự trung lập hay dân thường). Một số định nghĩa của khủng bố hiện nay bao gồm cả các hành vi bạo lực bất hợp pháp và chiến tranh. Việc sử dụng chiến thuật tương tự như của các tổ chức tội phạm để tống tiền hoặc để ép buộc người khác phải im lặng thường không được coi là khủng bố, mặc dù những hành động tương tự có thể được coi là khủng bố khi được thực hiện bởi một nhóm có động cơ chính trị. Sử dụng thuật ngữ này cũng bị chỉ trích vì việc sử dụng thái quá và thường xuyên của nó với các tổ chức khủng bố Hồi giáo hoặc Jihad, trong khi bỏ qua các tổ chức hoặc cá nhân khủng bố không phải Hồi giáo.
Từ "khủng bố" mang nặng màu sắc chính trị, tâm lý, và gây nhiều tranh cãi, và điều này tạo ra rất nhiều khó khăn trong việc cung cấp một định nghĩa chính xác. Một nghiên cứu về chủ nghĩa khủng bố trong chính trị đã kiểm tra hơn 100 định nghĩa về "khủng bố" tìm thấy 22 yếu tố định nghĩa riêng biệt (ví dụ như bạo lực, vũ lực, sợ hãi, đe dọa, sự phân biệt mục tiêu nạn nhân). Trong một số trường hợp, cùng một nhóm vũ trang có thể được những người ủng hộ họ mô tả là "chiến sĩ đấu tranh vì tự do", trong khi đối thủ của họ thì coi đó là những kẻ khủng bố. Khái niệm về khủng bố có thể gây tranh cãi vì nó thường được sử dụng bởi cơ quan nhà nước (và cá nhân được nhà nước hỗ trợ) để làm giảm tính chính danh của các đối thủ, và có khả năng hợp pháp hóa việc sử dụng lực lượng vũ trang riêng của nhà nước để chống lại đối thủ (chính các lực lượng này có thể được đối thủ của nhà nước trên mô tả như là "khủng bố"). Đồng thời, ngược lại cũng có thể diễn ra khi các quốc gia thực hiện hoặc bị cáo buộc phạm vào tội khủng bố cấp nhà nước.
Có nhiều ví dụ về sự tranh cãi khi coi ai hoặc hành động nào đó là "khủng bố" hay không. Chẳng hạn như nhà lãnh đạo Nam Phi, Nelson Mandela, trong quá khứ ông từng bị chính quyền phân biệt chủng tộc ở Nam Phi coi là khủng bố, nhưng ngày nay ông được xem là một nhà cách mạng đấu tranh vì người da đen Hoặc nhân vật An Trọng Căn bị Nhật Bản coi là kẻ khủng bố vì đã ám sát thủ tướng Nhật là Ito Hirobumi, nhưng ở Hàn Quốc và Trung Quốc thì ông được ca ngợi là nhà ái quốc đã hy sinh thân mình để chống ách xâm lược của Nhật Bản. Trong Thế Chiến thứ II, việc Mỹ ném bom nguyên tử xuống hai thành phố Hiroshima và Nagasaki làm chết hàng trăm ngàn dân thường Nhật Bản để làm chính quyền Nhật khiếp sợ dẫn đến nhanh chóng đầu hàng cũng có thể bị xem là hành động khủng bố vì việc ném bom này nhắm vào mục tiêu dân sự chứ không phải quân sự với mục đích khiến đối phương sợ hãi.

## Lịch sử

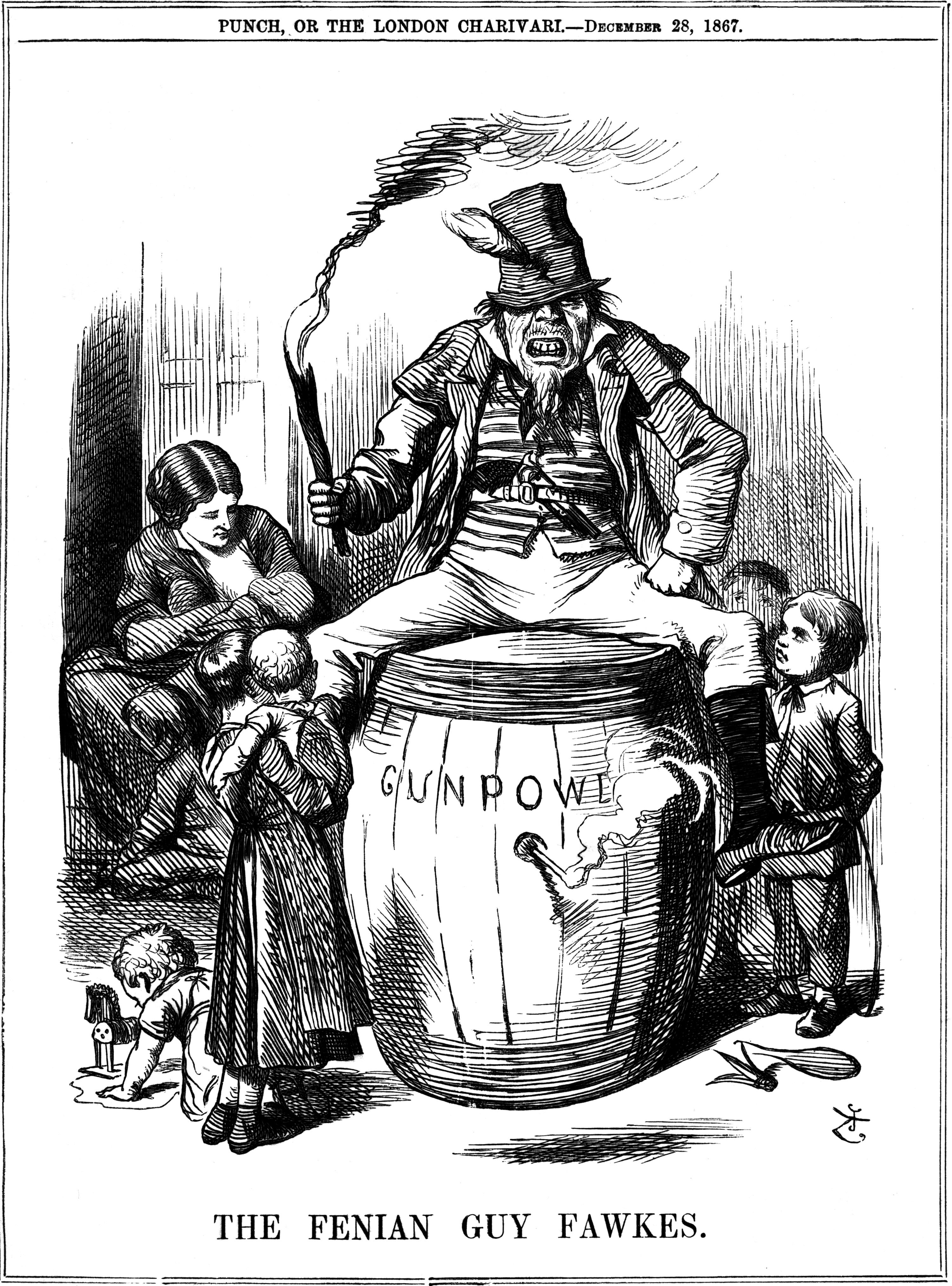
Tranh "The Fenian Guy Fawkes" của John Tenniel (1867). Hội anh em Cộng hòa Ireland là một trong những tổ chức đầu tiên sử dụng chiến thuật khủng bố hiện đại.

Tùy vào cách định nghĩa, khủng bố có thể được xem là đã ra đời từ ít nhất là thế kỷ 1 CN. Theo nhà sử học Do Thái-La Mã đương thời Josephus, sau khi phong trào Zealot nổi dậy chống lại sự thống trị của La Mã ở tỉnh Judea, Judas của Galilee đã thành lập một nhánh nhỏ cực đoan hơn của phong trào này có tên là Sicarii vào năm 6 CN. Hoạt động khủng bố của Sicarii nhắm vào các nhân vật người Do Thái mà đã "thông đồng" với La Mã, bao gồm các tư tế, Sadducee, vương triều Herodia và những người khác thuốc tầng lớp giàu có.
Bản thân khái niệm "khủng bố" vốn được sử dụng để miêu tả các hành động của câu lạc bộ Jacobin trong giai đoạn "Triều đại Khủng bố" của cuộc Cách mạng Pháp. Theo lãnh đạo của câu lạc bộ Jacobin Maximilien Robespierre, "khủng bố không gì khác là công lý được thực thi một cách nhanh chóng, gay gắt và không nhân nhượng". Năm 1795, Edmund Burke lên án câu lạc bộ Jacobin vì đã "thả hàng nghìn con chó săn mang tên những kẻ khủng bố ... lên người dân" Pháp.
Tháng 1 năm 1858, nhà yêu nước người Ý Felice Orsini đã ném 3 quả bom nhằm mục đích ám sát hoàng đế Pháp Napoleon III. 8 người qua đường đã thiệt mạng và 142 người khác bị thương. Sự kiện này đóng vai trò then chốt đối với sự hình thành của các nhóm khủng bố đầu tiên.
Hội anh em Cộng hòa Ireland có thể được xem là tổ chức đầu tiên sử dụng các chiến thuật khủng bố hiện đại. Tổ chức này được thành lập vào năm 1858 với tư cách là một tổ chức cách mạng theo chủ nghĩa dân tộc Ireland và thực hiện các vụ tấn công ở Anh. Chiến dịch đánh bom mà Hội anh em Cộng hòa Ireland đã phát động vào năm 1881 là một trong những chiến dịch khủng bố hiện đại đầu tiên. Thay vì ám sát chính trị, chiến dịch này sử dụng chất nổ được hẹn giờ để gieo rắc nỗi sợ hãi trong người dân thành thị ở Anh nhằm mục đích chính trị.
Một nhóm khủng bố thời kỳ đầu khác, Narodnaya Volya, được thành lập ở Nga vào năm 1878 với tư cách là một tổ chức cách mạng theo chủ nghĩa vô trị lấy cảm hứng từ Sergei Nechayev và Carlo Pisacane. Tổ chức này đã phát triển những ý tưởng mà sau này trở thành đặc trưng của các vụ tấn công do tổ chức phi nhà nước nhỏ tiến hành, chẳng hạn như ám sát các "lãnh đạo của chế độ áp bức". Tổ chức này, tin rằng các công nghệ được phát minh trong thời kỳ này cho phép họ tấn công một cách trực diện và chọn lọc. Chẳng hạn, Narodnaya Volya là tổ chức theo chủ nghĩa vô trị đầu tiên sử dụng rộng rãi dynamit.
Theo David Rapoport, đã có 4 làn sóng khủng bố toàn cầu lớn, bao gồm "khủng bố vô trị, khủng bố chống thực dân, khủng bố Tân Tả, và khủng bố tôn giáo. 3 làn sóng đầu tiên đã kết thúc và kéo dài khoảng 40 năm; làn sóng thứ 4 vẫn đang diễn ra và đã bước sang thập kỷ thứ 3."

## Dạng khủng bố
Rất nhiều tổ chức chính trị đã tiến hành khủng bố nhằm phát triển mục tiêu của mình, bao gồm cả phe chính trị cánh hữu và cánh tả, các nhóm dân tộc, các nhóm tôn giáo, cách mạng và các chính phủ cầm quyền. Các hoạt động khủng bố có một đặc tính thống nhất là việc sử dụng bừa bãi bạo lực đối với những người không có khả năng chống cự với mục đích là sự nổi tiếng cho một nhóm, một phong trào, một cá nhân hoặc gây áp lực lên đối thủ chính trị buộc họ phải chấp nhận một giải pháp chính trị có lợi cho mình. Các tổ chức khủng bố có thể khai thác nỗi sợ hãi của con người để hỗ trợ đạt được những mục tiêu này.
Đối tượng chịu thiệt hại do khủng bố có thể là tính mạng, sức khỏe, danh dự nhân phẩm, tài sản (của cá nhân, tổ chức hay của nhà nước) hoặc sự vững mạnh của một chính quyền nhà nước.

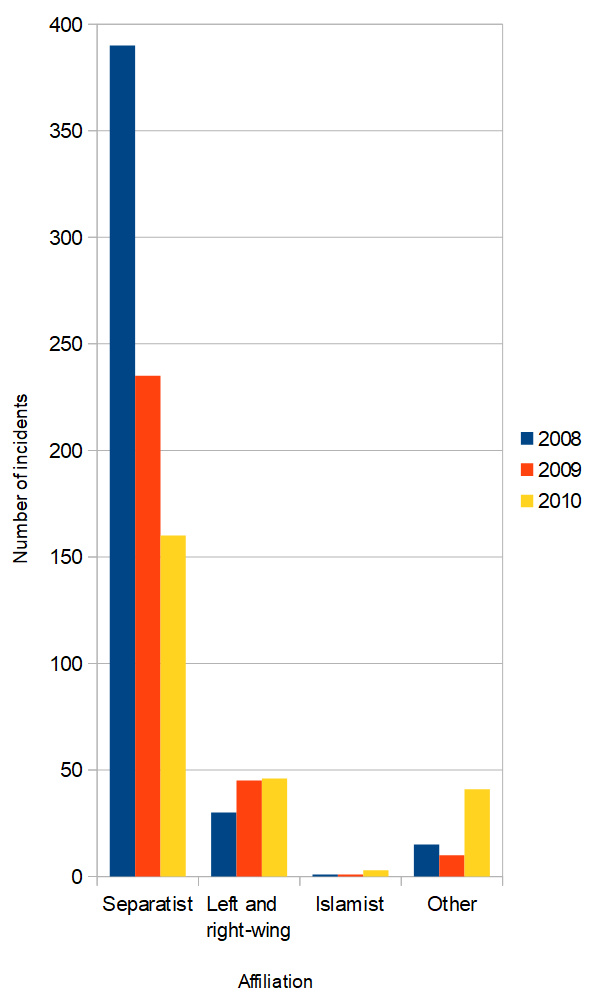
Số vụ khủng bố thất bại, bị ngăn chặn hoặc thành công theo năm và loại trong phạm vi Liên minh châu Âu theo Europol.

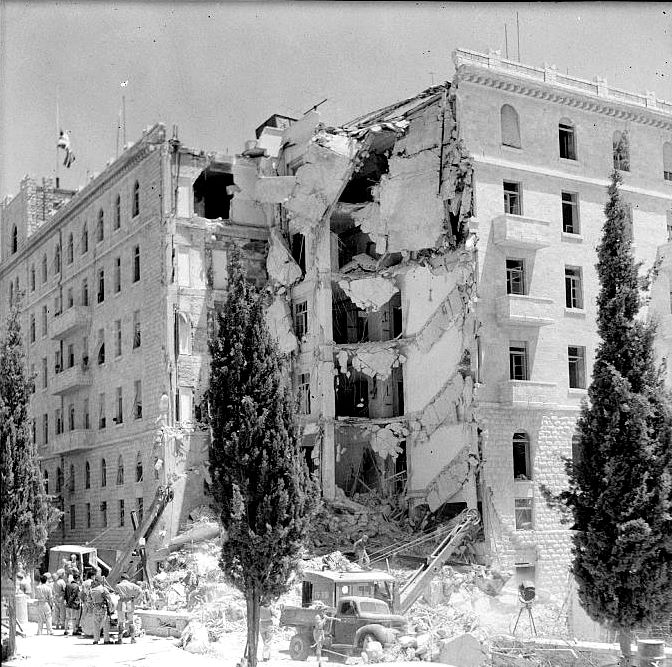
Thiệt hại sau vụ nổ bom khách sạn King David do nhóm vũ trang theo chủ nghĩa phục quốc Do Thái Irgun thực hiện vào tháng 7 năm 1946

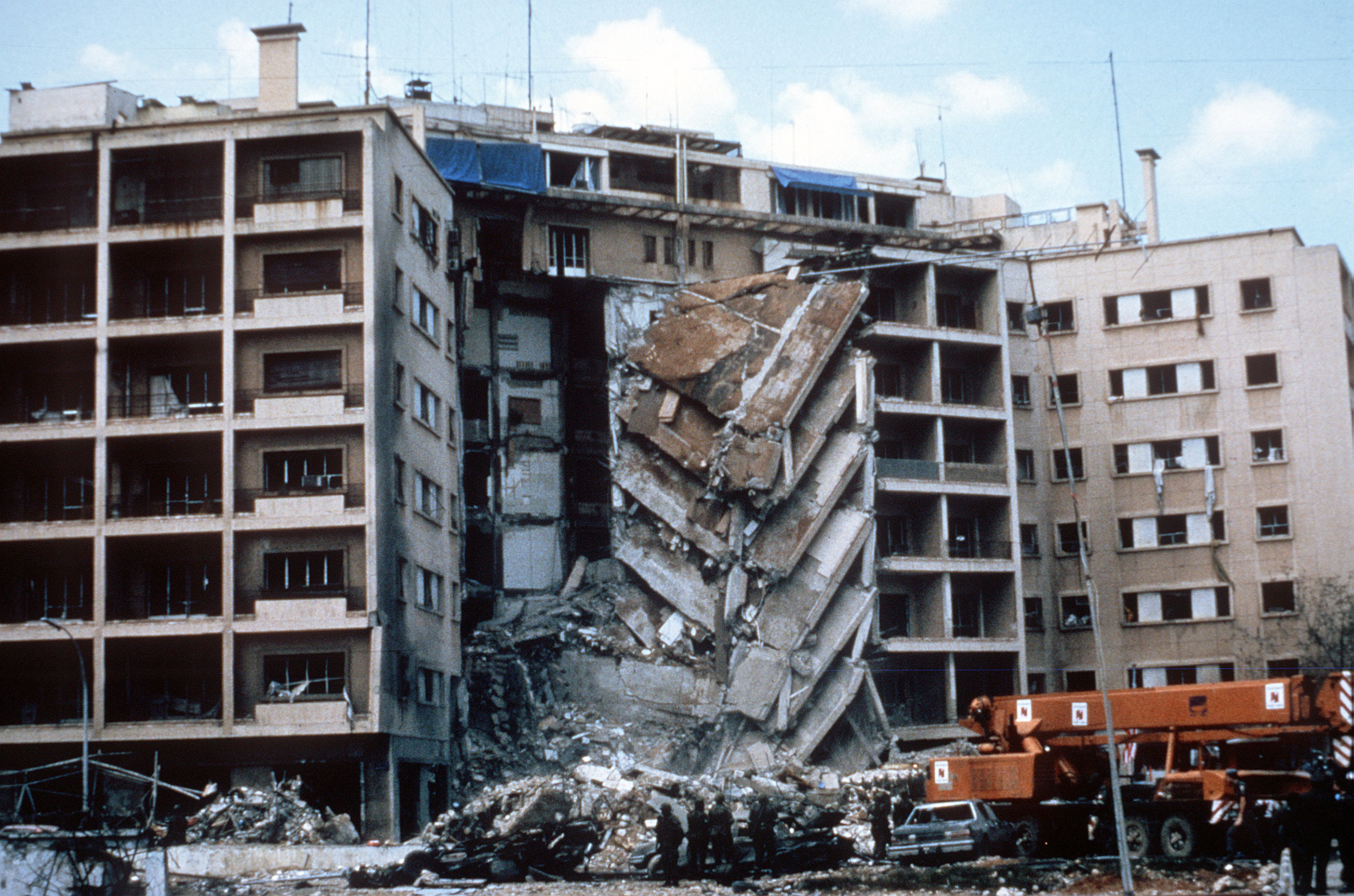
Đại sứ quán Hoa Kỳ ở Beirut sau một vụ đánh bom vào năm 1983 do Tổ chức Hồi giáo Jihad và Hezbollah tiến hành

Cách phân loại khủng bố có sự khác nhau giữa từng quốc gia, hệ thống chính trị và thời điểm trong lịch sử. Đơn vị Tác chiến về Bất ổn và Khủng bố Hoa Kỳ định nghĩa khủng bố là "một chiến thuật mà trong đó hành động bạo lực hoặc sự đe dọa sẽ hành đồng bạo lực được sử dụng để tạo ra nỗi sợ hãi nhằm mục đích cưỡng chế". Theo đơn vị tác chiến này, bất ổn và khủng bố được chia thành 6 loại:
- Bất ổn xã hội – Một dạng bạo lực tập thể làm gián đoạn sự hòa bình, an toàn và vận hành bình thường của cộng đồng.
- Khủng bố chính trị – Hành vi tội phạm mang tính bạo lực chủ yếu nhằm gieo rắc nỗi sợ hãi trong cộng đồng, hoặc một bộ phận đáng kể của cộng đồng, vì mục đích chính trị.
- Khủng bố phi chính trị – Hoạt động khủng bố được thực hiện để tạo ra và duy trì nỗi sợ hại cao độ nhằm mục đích cưỡng chế nhưng mục đích đó không mang tính chính trị mà là vì lợi ích của một cá nhân hoặc tập thể nào đó.
- Khủng bố nặc danh – Trong hai thập kỷ trước giai đoạn 2016-19, chỉ có "ít hơn một nửa" tất cả các cuộc tấn công khủng bố "được người thực hiện nhận trách nhiệm hoặc được các chính phủ quy trách nhiệm cho các nhóm khủng bố cụ thể một cách thuyết phục". Đã có một số giả thuyết được đưa để giải thích nguyên nhân của điều này.[37]
- Hành động giống khủng bố – Mục đích chính của các hành động này không phải là gây ra nỗi sợ hãi cho nạn nhân của mình (như ở khủng bố đúng nghĩa), nhưng người thực hiện chúng sử dụng những chiến thuật và biện pháp giống như khủng bố đúng nghĩa và gây ra những hậu quả và phản ứng tương tự.[38][39][40] Ví dụ, việc một tên tội phạm đang đào tẩu bắt giữ con tin là một hành động giống khủng bố.
- Khủng bố chính trị hạn chế – Đặc trưng của khủng bố chính trị đúng nghĩa là phương pháp mang tính cách mạng; khủng bố chính trị hạn chế chỉ "những hành động khủng bố có động cơ lý tưởng hoặc chính trị nhưng không thuộc một chiến dịch nhằm mục đích giành quyền kiểm soát quốc gia".
- Khủng bố nhà nước – "chỉ những quốc gia mà quyền cai trị được dựa trên nỗi sợ hãi và sự áp bức tương tự như khủng bố". Loại khủng bố này có thể được định nghĩa là những hành động khủng bố do các chính phủ tiến hành nhằm mục đích chính trị và thường là một phần chính sách đối ngoại của chính phủ đó.

Các nguồn khác phân loại khủng bố theo những cách khác, chẳng hạn như chia khủng bố một cách tổng thể hơn thành khủng bố nội địa và khủng bố quốc tế, hoặc bao gồm những loại khủng bố khác như khủng bố dân phòng hoặc khủng bố nổi dậy. Một cách phân loại khác chia khủng bố thành các loại sau:
- Khủng bố chính trị
  - Khủng bố phi nhà nước
    - Khủng bố cách mạng xã hội
    - Khủng bố chủ nghĩa dân tộc-ly khai
    - Khủng bố tôn giáo cực đoan
      - Khủng bố cơ yếu tôn giáo
      - Khủng bố phi tôn giáo

    - Khủng bố cánh hữu
    - Khủng bố cánh tả
      - Khủng bố cộng sản

  - Khủng bố do nhà nước bảo trợ
  - Khủng bố chính thể hoặc nhà nước
- Khủng bố tội phạm
- Khủng bố do bệnh lý

## Mục đích và động cơ

### Lựa chọn khủng bố làm biện pháp
Các cá nhân và tổ chức lựa chọn khủng bố làm biện pháp bởi khủng bố có khả năng:
- Đóng vai trò là một dạng chiến tranh phi đối xứng nhằm buộc một chính phủ chấp nhận các yêu cầu
- Đe dọa một nhóm người để khiến họ phải chấp nhận yêu cầu nhằm tránh tiếp tục chịu thương vong
- Thu hút sự chú ý và, từ đó, sự ủng hộ chính trị dành cho một mục đích
- Trực tiếp kêu gọi thêm nhiều người tham gia (chẳng hạn như vào các hoạt động cách mạng)
- Gián tiếp kêu gọi thêm nhiều người tham gia bằng cách khiêu khích phản ứng thù địch hoặc thái quá từ phía phe đối lập[44]

Trong các cuộc đấu tranh giành độc lập, các vụ tấn công nhầm vào người "thông đồng" với nhà nước có mục đích đe dọa những người khác để họ không hợp tác với nhà nước, từ đó làm suy giảm khả năng kiểm soát của nhà nước. Chiến thuật này đã được sử dụng trong các cuộc đấu tranh giành độc lập ở Ireland, Kenya, Algeria và Cyprus.
Một số vụ tấn công có mục đích thu hút sự chú ý của cộng đồng quốc tế vào một cuộc đấu tranh không được đưa tin, ví dụ như vụ không tặc máy bay Palestine năm 1970 và khủng hoảng con tin tàu hỏa Hà Lan năm 1975.

### Mục đích
Mục đích chính trị hoặc xã hội của khủng bố bao gồm:
- Phong trào độc lập hoặc ly khai
- Phong trào phục hồi lãnh thổ
- Truyền bá một triết lý chính trị nhất định, ví dụ như chủ nghĩa xã hội (khủng bố cánh tả), chủ nghĩa vô trị hoặc chủ nghĩa phát xít (có thể bằng một cuộc đảo chính hay một phong trào độc lập hoặc ly khai)
- Bảo vệ môi trường (khủng bố sinh thái)
- Chủ nghĩa thượng đẳng
  - Ngăn cản nhóm đối lập chiếm một lãnh thổ nhất định (such as by discouraging immigration or encouraging flight)
  - Khuất phục một nhóm người nhất định (ví dụ như hành động tư hình với người Mỹ gốc Phi)
- Lan truyền một tôn giáo nhất định hoặc giúp tôn giáo đó chiếm ưu thế – khủng bố tôn giáo
- Chấm dứt sự áp bức của chính phủ mà phe khủng bố cho rằng mình phải trải qua
- Trả đũa một hành động bạo lực (ví dụ như các cuộc tấn công qua lại trong xung đột Israel–Palestine hoặc xung đột vũ trang tại Bắc Ireland)

Mục đích của khủng bố cánh hữu bao gồm chủ nghĩa dân tộc da trắng, chủ nghĩa dân tộc-sắc tộc, chủ nghĩa phát xít, chống chủ nghĩa xã hội, phong trào phản đối phá thai và kháng cự nộp thuế.
Đôi khi các tội phạm khủng bố thuộc cùng một phe lại có những động cơ khác nhau. Ví dụ, trong cuộc xung đột Chechen–Nga, những người Chechen đấu tranh giành độc lập đồng minh với các phần tử khủng bố Hồi giáo cực đoan từ các quốc gia khác.

### Yếu tố cá nhân và xã hội
Có nhiều yếu tố cá nhân và xã hội có thể tác động đến việc một người quyết định tham gia tổ chức khủng bố hoặc tự mình thực hiện hành động khủng bố, bao gồm:
- Bản sắc, trong đó có mối liên kết với một nền văn hóa, sắc tộc hoặc tôn giáo nhất định
- Tiếp xúc với bạo lực trước đó
- Phần thưởng tiền bạc (ví dụ như quỹ tử vì đạo của chính quyền Palestine)
- Rối loạn tâm thần
- Cảm giác bị cô lập với xã hội
- Suy nghĩ rằng mình đang phản ứng lại với một sự bất công hoặc sỉ nhục sâu sắc

Một báo cáo do Paul Gill, John Horgan và Paige Deckert thực hiện  cho thấy trong số các tên khủng bố đơn độc:
- 43% có động cơ tôn giáo
- 32% có rối loạn tâm thần, số khác được chẩn đoán có vấn đề về tâm lý sau khi bị bắt giữ
- Ít nhất 37% sống một mình trong thời gian lên kế hoạch và/hoặc tiến hành khủng bố, 26% sống cùng người khác, số còn lại không có dữ liệu
- 40% không có việc làm ở thời điểm tiến hành khủng bố hoặc bị bắt giữ
- 19% có suy nghĩ rằng mình không được người khác tôn trọng
- 14% từng là nạn nhân của bạo lực bằng lời nói hoặc hành động

Nhà tâm lý học Ariel Merari đã tiến hành nghiên cứu tình trạng tâm lý của các tên khủng bố liều chết từ năm 1983 dựa trên thông tin tiểu sử từ giới truyền thông, phỏng vấn người thân của những người đã tấn công liều chết và phỏng vấn những người đã lên kế hoạch tấn công liều chết nhưng bị bắt giữ. Bà kết luận rằng ít khả năng các tên khủng bố có đặc điểm bất thường về tâm lý. Scott Atran đã nhận thấy rằng các tên khủng bố liều chết không có bất kỳ đặc điểm xã hội bất thường—chẳng hạn như không có bố, bạn bè hay việc làm—hoặc biểu hiện muốn tự sát nào. Cụ thể, học không liều chết chỉ vì cảm thấy tuyệt vọng hoặc như thế mình 'không còn gì để mất'.
Abrahm đặt giả thuyết rằng các tổ chức khủng bố không lựa chọn khủng bố vì tính hiệu quả về mặt chính trị của nó. Động cơ của các tên khủng bố đơn độc thường là mong muốn hòa nhập xã hội với các thành viên khác trong tổ chức của mình hơn là mục đích chính trị hay mục tiêu chiến lược–những điều mà bản thân họ cũng không xác định được rõ ràng.
Michael Mousseau đã cho thấy tính chất của nền kinh tế và tư tưởng của tội phạm khủng bố có thể có liên hệ với nhau. Nhiều tội phạm khủng bố có tiền sử bạo lực gia đình.

## Chiến thuật
Các nhóm 'khủng bố sử dụng nhiều chiến thuật khác nhau để tối đa hóa sợ hãi và công khai. Các tổ chức khủng bố thường là có phương pháp kế hoạch tấn công trước, và có thể đào tạo người tham gia, những người hoạt động "bí mật", và quyên góp tiền ủng hộ hoặc thông qua các tổ chức tội phạm. Giao tiếp có thể xảy ra thông qua viễn thông hiện đại, hoặc thông qua các phương pháp cũ thời như người đưa thư.
Thành phần khủng bố quốc tế nay nhắm vào khách sạn và các mục tiêu "mềm" dễ đánh trong lúc an ninh tại các cơ sở quân đội và chính quyền tiếp tục được cải thiện, theo một công ty nghiên cứu an ninh thế giới. Đến năm 2009, các cuộc tấn công nhắm vào khách sạn đã tăng hơn gấp đôi kể từ sau cuộc tấn công của khủng bố ngày 11 tháng 9 năm 2001, so sánh với thời gian tám năm trước đó. Số người bị thương và thiệt mạng trong các cuộc tấn công này cũng tăng gấp sáu lần trong cùng thời gian.
Một khách sạn là mục tiêu tấn công dễ dàng, thường được thành phần khủng bố Hồi giáo quá khích lựa chọn; với địa điểm cố định, nhiều người lui tới và hàng rào phòng thủ thu hẹp. Khách sạn cũng là nơi thu hút nhiều người Tây phương, cho thành phần khủng bố cơ hội giết hay làm bị thương nhiều người trong cùng cuộc tấn công.
Tuy rằng nhân viên canh gác khách sạn cũng cố theo dõi những người có vẻ nghi ngờ cùng hoạt động của họ, thành phần khủng bố cũng biết cách tránh né điều này bằng cách đến mướn phòng từ trước, cho họ có quyền lui tới khắp nơi. Một thí dụ là các tên khủng bố mở hai cuộc tấn công tự sát liên tiếp ngày 17/7/2009 ở J.W. Marriott và Ritz-Carlton tại thủ đô Jakarta của Indonesia đã đến ở hai ngày trước đó.
Dù rằng ngày càng có nhiều cuộc tấn công nhắm vào khách sạn, các chủ nhân và giám đốc điều hành tỏ vẻ ngần ngại trong việc có thêm các biện pháp bảo vệ an ninh vì có thể làm phiền toái khách đến ở. Nhưng điều này có thể sẽ phải thay đổi.
Cuối thập niên 2000, al-Qaeda thay đổi từ một tổ chức với thành phần chỉ huy đầu não trung ương có các mục tiêu toàn cầu sang các "chi nhánh" ở nhiều vùng, với mục tiêu có tính cách cục bộ địa phương và có sự hậu thuẫn của dân chúng nơi đó, theo một bản báo cáo do công ty STRATFOR đưa ra ngày 8/9/2009. Các tổ chức khủng bố nhỏ hơn này thường không được huấn luyện kỹ càng và cũng không có nhiều tiền nên thường nhắm đến các mục tiêu không quá khó khăn. Điều đó không có nghĩa là họ không nguy hiểm, "nhất là khi họ muốn chứng tỏ giá trị của mình hay muốn tìm cách bắt tay với tổ chức khác có khả năng chiến thuật cao hơn," theo bản báo cáo.

## Thủ phạm

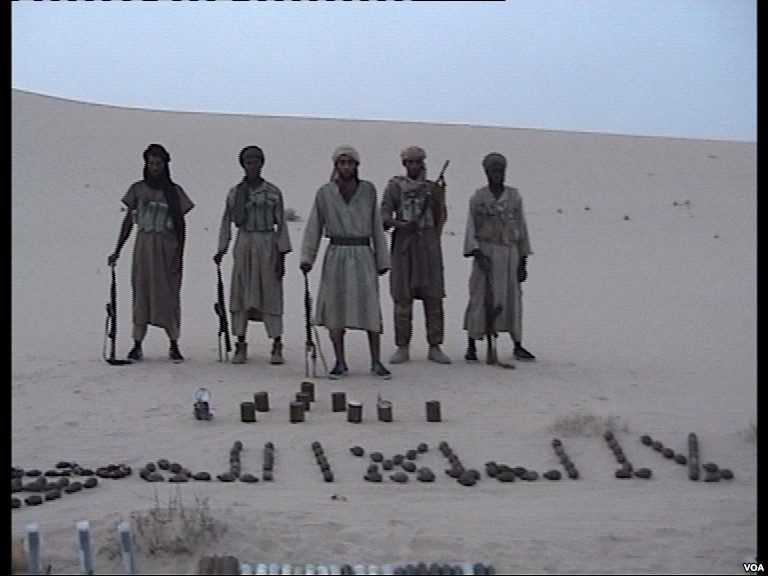
Một số thành viên Al-Qaida ở Magreb chụp ảnh cùng vũ khí.

Thủ phạm gây ra các hành động khủng bố có thể là một cá nhân, tổ chức hoặc nhà nước. Trong quan niệm phổ biến, khủng bố thường gắn liền với hình ảnh một nhóm người nhỏ và bí mật sẵn sàng xả thân cho mục đích nào đó một cách cao độ. Trong các vụ tấn công khủng bố gây nhiều thương vong nhất trong thời gian gần đây, nhiều vụ tấn công–chẳng hạn như sự kiện 11 tháng 9, vụ đánh bom tàu điện ngầm Luân Đôn, cuộc tấn công Mumbai năm 2008 và vụ đánh bom Bali năm 2002–được lên kế hoạch và thực hiện bởi một nhóm người khăng khít bao gồm bạn bè thân thiết, người trong gia đình cũng như các mạng lưới xã hội khác.
Đã có nhiều nghiên cứu được thực hiện nhằm rút ra chân dung của tội phạm khủng bố, từ đó giải thích được hành động của các cá nhân này thông qua tâm lý và hoàn cảnh kinh tế xã hội của họ. Các nhà nghiên cứu khác, chẳng hạn như Roderick Hindery, tìm cách rút ra chân dung đó từ những chiến thuật tuyên truyền mà tội phạm khủng bố sử dụng. Theo một nghiên cứu được nhà kinh tế học Alan B. Krueger thực hiện vào năm 2007, 28% tội phạm khủng bố có hoàn cách nghèo đói so với 33% không có hoàn cảnh như vậy, và 47% được giáo dục ít nhất là hết cấp 3 so với 38% không nhận được điều đó.. Một phân tích khác thì cho thấy chỉ có 16% tội phạm khủng bố có hoàn cảnh nghèo đói, so với 30% tất cả nam giới Palestine, và hơn 60% được giáo dục quá cấp 3 so với 15% toàn bộ dân số.
Để tránh bị phát hiện, tội phạm khủng bố sẽ ăn mặc và hành động một cách bình thường trước khi thực hiện hành động khủng bố. Một số ý kiến cho rằng nỗ lực xây dựng chân dung của tội phạm khủng bố dựa trên các đặc điểm tính cách, ngoại hình hoặc xã hội học là vô ích. Những miêu tả về ngoại hình và hành vi của một tội phạm khủng bố cũng có thể đúng với gần như bất cứ một người bình thường nào. Phần lớn các cuộc tấn công khủng bố được tiến hành bởi nam giới ở độ tuổi có thể phục vụ quân sự (từ 16 đến 40).

### Nhóm khủng bố quốc tế
- Vụ khủng bố gây tiếng vang nhất trên thế giới là vụ Khủng bố ngày 11 tháng 9 năm 2001 tại Mỹ được thực hiện bởi nhóm Al-Qaeda, do Osama bin Laden (người Ả Rập Xê Út) đứng đầu và có phạm vi hoạt động trên toàn thế giới.
- Nhóm Jemaah Islamiah, Abu Sayyaf đều ở khu vực Đông Nam Á có phạm vi hoạt động hẹp hơn.
- Lực lượng Vũ trang Cách mạng Colombia một tổ chức du kích cộng sản buôn bán thuốc phiện cũng bị chính phủ Colombia và nhiều quốc gia khác coi là khủng bố.[62]

## Thống kê
Theo công bố mới đây của Bộ Ngoại giao Hoa Kỳ, năm 2005 toàn thế giới đã xảy ra 11.000 vụ tấn công khủng bố, trong đó chỉ riêng Iraq đã chiếm 1/3 số vụ.

## Phản ứng

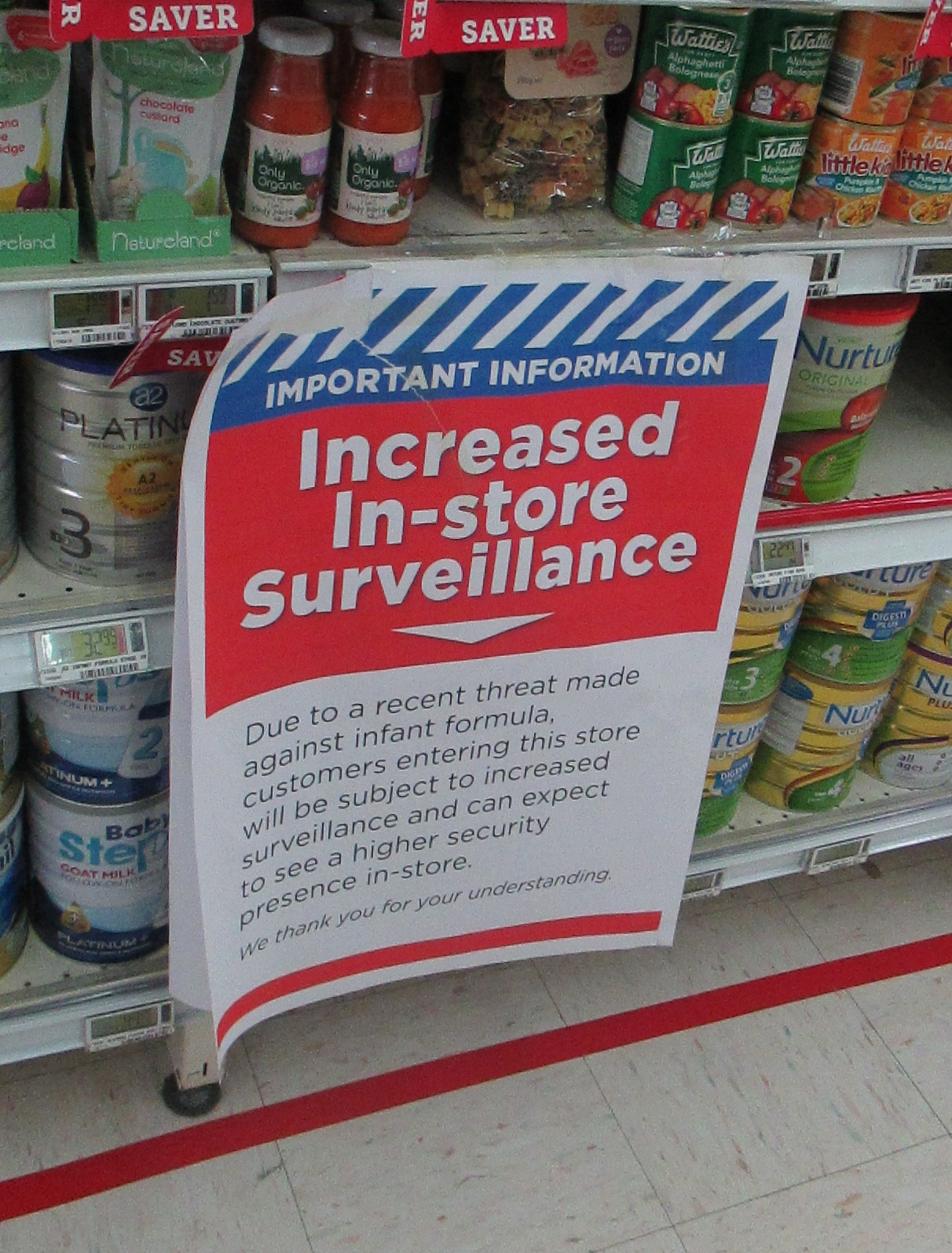
Thông báo về việc tăng cường mức độ theo dõi do nguy cơ khủng bố cao

Phản ứng với khủng bố có phạm vi rộng và có thể bao gồm sự tổ chức lại phổ chính trị hoặc đánh giá lại các giá trị cốt lõi. Trong 20 năm, từ năm 2001 đến năm 2021, Hoa Kỳ và phương Tây chống khủng bố trên 80 quốc gia khiến hơn một triệu người chết và 37 triệu người phải rời bỏ quê hương.
Các phản ứng cụ thể bao gồm:
- Ban hành luật chống khủng bố, trục xuất, và tăng quyền hạn của cảnh sát
- Tiến hành các biện pháp như khóa cửa hoặc đặt rào chắn giao thông
- Tấn công quân sự phủ đầu hoặc đáp trả
- Tăng cường hoạt động tình báo và giám sát
- Tiến hành hoạt động nhân đạo
- Nới lỏng chính sách thẩm vấn và bắt giữ

Khái niệm "chống khủng bố" có phạm vi hẹp hơn và mang ý nghĩa rằng các biện pháp đó trực tiếp nhắm vào bên tiến hành hoạt động khủng bố.

### Nghiên cứu khủng bố
Nghiên cứu khủng bố là một lĩnh vực học thuật liên ngành có mục đích tìm hiểu nguyên nhân của khủng bố, cách ngăn chặn khủng bố cũng như các tác động của khủng bố theo nghĩa rộng nhất. Nghiên cứu khủng bố có thể được tiến hành trong cả bối cảnh quân sự lẫn dân sự, chẳng hạn như bởi các trung tâm nghiên cứu như Trung tâm Nghiên cứu Khủng bố và Bạo lực Chính trị của Anh, Trung tâm Nghiên cứu Bạo lực và Căng thẳng Chấn thương của Na Uy, và Trung tâm chống Khủng bố Quốc tế (ICCT). Có một số tạp chí học thuật về lĩnh vực này, ví dụ như Perspectives on Terrorism.

### Thỏa thuận quốc tế
Một trong những thỏa thuận nhằm thúc đẩy xây dựng khung pháp lý chống khủng bố quốc tế là Bộ quy tắc ứng xử nhằm đạt được một thế giới không có khủng bố được đưa vào lưu hành trong kỳ họp thứ 73 của Đại Hội đồng Liên Hợp Quốc vào năm 2018. Được tổng thống Kazakhstan Nursultan Nazarbayev khởi xướng, bộ quy tắc ứng xử này có mục đích chính là triển khai một loạt các cam kết quốc tế nhằm chống lại khủng bố và thiết lập một liên minh toàn cầu với mục tiêu đạt được một thế giới không có khủng bố vào năm 2045. Hơn 70 quốc gia đã ký vào bộ quy tắc.

### Chống khủng bố
Hoa Kỳ và các nước phương Tây đang thực hiện cuộc chiến chống khủng bố tại chính quốc gia của họ và một số khu vực trên thế giới. Cuộc chiến này dẫn đến việc họ đưa quân vào một số quốc gia để giúp đỡ phe phái chính trị này chống lại phe phái chính trị khác bị họ xem là lực lượng khủng bố. Đây bị xem là hành động can thiệp vào nội bộ quốc gia khác thậm chí bị lên án là xâm lược. Có quan điểm cho rằng cuộc chiến chống khủng bố thực chất là dùng vũ lực can thiệp vào nước khác để đạt được các mục tiêu địa chính trị, thiết lập các chính phủ thân phương Tây tại quốc gia khác. Tuy nhiên chính cuộc chiến chống khủng bố làm tăng sự thù ghét của dân chúng và các lực lượng chính trị tại các nước bị can thiệp làm tăng nguy cơ xảy ra các vụ khủng bố tại Mỹ và các nước phương Tây.